# Aotus miconax
El mico nocturno peruano (Aotus miconax) es una especie de primate platirrino del género Aotus endémico en Perú. Los adultos pesan alrededor de 1 kg y mide alrededor de 50 cm de longitud. Su color varía de gris a marrón claro con marcas negras y blancas en la cara. El pecho, vientre y miembros superiores tienen un tinte anaranjado, sin embargo, es menos evidente que en Aotus nigriceps. 
Es uno de los platirrinos menos conocido. La UICN considera la especie como vulnerable y se considera amenazado bajo la ley peruana.
Es una de las especies de primates menos estudiadas. Los pocos datos que se conocen de la especie provienen de especímenes de museo, reportes de avistamientos y escasa información ecológica.La especie habita área de bosque nuboso de entre 900 y 2800 m s. n. m. en los departamentos peruanos de Amazonas, Huánuco y San Martín y en regiones colindantes con departamentos limítrofes.

## Comportamiento
La especie es monógama y vive en grupos familiares de entre 2 y 6 individuos como en las demás especies de Aotus. Casi nada se conoce sobre el régimen dietético de este primate, pero se sabe que es principalmente frugívoro, pero se alimenta también de hojas, brotes e insectos. Se ha observado en bosque primarios y secundarios, desde grande áreas de bosque continuo, hasta pequeñas zonas de bosque fragmentado.

## Amenazas y conservación
La principal amenaza que enfrenta este mico nocturno es la expansión continua de la población humana y la destrucción de su hábitat asociada en su área de distribución. La caza es una amenaza menor, pero todavía se captura dentro del tráfico de mascotas y como trofeo de cazadores.